# Legends of the Storm
Legends of the Storm – Das Geheimnis des Goldenen Zeitalters (auch Georgian Legend) ist der Name einer Tanz-Show des Nationalen Georgischen Gesangs- und Tanzensembles Erisioni aus Tiflis. Als erstes Tanztheater brachte es Tänze und Melodien des Kaukasus in die USA und nach Westeuropa.

## Inhalt
Die Bühnenshow ist angelehnt an die Geschichte Georgiens und erzählt von einem Volk, das seine Identität gegen unzählige auswärtige Invasions-Versuche zu verteidigen hatte. Dem Genre entsprechend, wird die vielfältige Kultur des Kaukasus durch Musik und Tanz präsentiert. 

## Geschichte
Die Idee zum Projekt entstand 1999 aus einer Zusammenarbeit des US-amerikanischen Produzenten Jim Lowe und des französischen Bühnendirektors Pascal Jourdan mit dem Erisoni-Ensemble in der georgischen Hauptstadt Tiflis. Die Show wurde zunächst in den USA aufgeführt, 2001 bis 2002 folgten Aufführungen in Frankreich, in der Schweiz und in Belgien, 2006 in China, 2007 in Köln, Dresden und in Martinik. Inzwischen haben über 150.000 Menschen das Musical gesehen. Die DVD zur Show wurde weltweit über 100.000-mal verkauft.

## Musik und Tanz
Musikgeschichtlich einzigartig ist die in der Darbietung verwendete frühe Form der georgischen Polyphonie, die sich unabhängig von der westlichen Tradition entwickelt hat. Außerdem werden Instrumente wie Panduri, Doli, Salamuri, Duduki, Tschiboni, Tschonguri sowie Perkussion benutzt.
Die aufgeführten georgischen Tänze repräsentieren das Leben des Landes. Die Tänzer treten in traditionellen georgischen Kostümen wie der Tschocha auf, tanzen mit Spitzenstiefeln aus weichem Leder. Für die künstlerische Gesamtleitung zeichnet Dschemal Tschkuaseli verantwortlich, für die Choreografie Rowas Tschochoneidse.